# David Johansen
Pour les articles homonymes, voir Johansen.
David Johansen, né le 9 janvier 1950 à New York et mort le 28 février 2025 dans la même ville, est le chanteur du groupe américain The New York Dolls de 1972 à 1977. Il est aussi acteur, ayant joué dans une quinzaine de films, de 1988 jusqu'en 2015.

## Biographie
David Roger Johansen est né à New York. Sa mère est libraire et son père, d'origine norvégienne, est assureur.

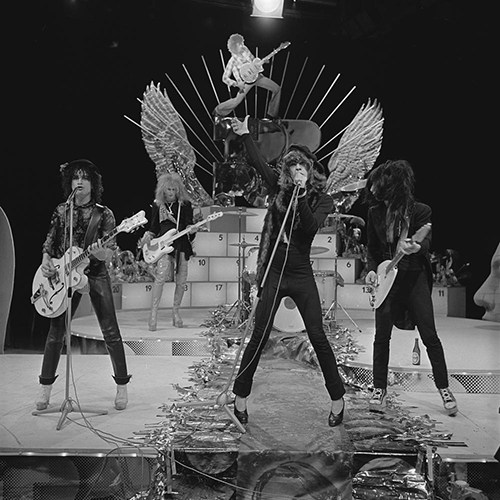
David Johansen (au centre) et les New York Dolls dans l'émission TopPop à la télévision néerlandaise en 1973.

Il a été marié à la photographe Kate Simon de 1983 à 2011. Depuis la séparation des New York Dolls, il poursuit une carrière en solo sous son nom, avec le David Johansen Group, sous le pseudonyme de « Buster Poindexter » ou sous le nom de « David Johansen and the Harry Smith ». Il a repris Alabama Song de Kurt Weill, dans un album en hommage au compositeur où l'on retrouve des interprétations de Lou Reed, Nick Cave ou encore PJ Harvey. Johansen présente sa propre émission sur Sirius Satellite Radio.
En 2023, Martin Scorsese réalise un documentaire intitulé Personality Crisis: One Night Only à son sujet. Le film présente des extraits d'un de ses concerts à New York en 2020, ainsi que des interviews.
Atteint d'un cancer de stade 4 et d'une tumeur au cerveau, il meurt le 28 février 2025 à son domicile de Staten Island (New York).

## Discographie New York Dolls
- 1973 : New York Dolls
- 1974 : Too Much Too Soon
- 2006 : One Day It Will Please Us to Remember Even This
- 2009 : Cause I Sez So
- 2011 : Dancing Backward in High Heels

## Discographie solo
- David Johansen (1978)
- Live (1978)
- In Style (1979)
- Here Come The Night (1981)
- Live It Up (1982)

En tant que Buster Poindexter:
- Buster Poindexter (1987)
- Buster Goes Berserk (1989)
- Buster's Happy Hour (1994)

Avec The Harry Smith
- Shaker (2002)

## Filmographie

### Cinéma
- 1988 : Veuve mais pas trop : le prêtre
- 1988 : Fantômes en fête : le fantôme du Noël passé
- 1988 : Deux dollars sur un tocard : Looney
- 1990 : Darkside, les contes de la nuit noire : Halston (segment Cat From Hell)
- 1991 : Meurtre au Sunset Hotel : Auggie
- 1992 : Freejack de Geoff Murphy : Brad
- 1993 : Naked in New York : Orangutang
- 1993 : Monsieur Nounou : Tommy Thanatos
- 1994 : Police... secours ! : l'officier Gunther Toody
- 1997 : Nick and Jane : Carter
- 1999 : The Tic Code : Marvin
- 1999 : 200 Cigarettes : le gérant du Tiki
- 2001 : Campfire Stories : le ranger Bill
- 2014 : Glass Chin : Stanley Loori
- 2015 : A Very Murray Christmas de Sofia Coppola : le barman